# أوسونا
هذه المقالة تتحدث عن دائرة أوسونا الإدارية، للدولة التاريخية، اطلع على مقالة كونتية أوسونا
أوسونا (بالكتالونية: Osona)‏ هي دائرة إدارية تقع في وسط منطقة كتالونيا شمال شرق إسبانيا. عاصمتها إدارياً هي فيتش، وبحسب إحصاء عام 2001 فقد بلغ عدد سكانها 129,543. تغطي دائرة أوسونا حالياً نحو نصف المساحة الأصلية لدولة كونتية أوسونا التاريخية. اشتقَّ اسم «أوسونا» من "Ausetans" (الأوسيتانيّين)، وهو اسم شعب أيبيري وقعت عاصمته في أوسا (مدينة فيتش حالياً، والتي لا زالت العاصمة)، وقد أطلقت على المنطقة الإمبراطورية الرومانية اسم "Ausone" (أوسون) أو "Ausona" (أوسونا). تقع معظم الدائرة الحالية لأوسونا ضمن مقاطعة برشلونة، إلا إنَّ بعض بلدياتها تقع ضمن مقاطعة جرندة، وهي تحديداً إسبينيلفاس وفيدرا وفيلادراو.
تُشتَهر منطقة أوسونا عادةً بإنتاج النقانق ومشتقَّات لحوم الخنزير الأخرى، إلا إنَّها فقدت تلك السمعة في السنوات الأخيرة نتيجة تلوث المياه بسبب المصانع الزراعية المعنيَّة بتربية الخنازير.

## قائمة البلديات
فيما يلي قائمة بالبلديات التابعة إدارياً لدائرة أوسونا:
- البيناس - 278 نسمة.
- بالينيا - 3,213 نسمة.
- إل برول - 186 نسمة.
- كالديتينسي - 1,998 نسمة.
- سينتيليس - 5,822 نسمة.
- كولسوسباينا - 268 نسمة.
- إسبينيلفاس - 184 نسمة.
- فولغارولاس - 1,693 نسمة.
- قرب - 1,955 نسمة.
- يوسا - 267 نسمة.
- مالا - 239 نسمة.
- مانليو - 17,532 نسمة.
- ليس ماسيس دي رودا - 710 نسمة.
- لاس ماسيس دي فولتريغا - 2,873 نسمة.
- مونتيسغويو - 822 نسمة.
- مونتانيولا - 341 نسمة.
- أولوست - 1,158 نسمة.
- أوريستا - 633 نسمة.
- أورياس - 248 نسمة.
- بيرافايتا - 356 نسمة.
- بارتس دي يوسانس - 2,687 نسمة.
- رودا دي تير - 5,210 نسمة.
- روبيت ي برويت - 341 نسمة.
- سان أغوستين دي يوزانيس - 105 نسمة.
- سان بارتولومي ديل جراو - 1,106 نسمة.
- سان باوديليو دي يوزانيس - 566 نسمة.
- سان هايبولايتو دي فولتريجا - 3,047 نسمة.
- سان خوليان دي فيلاتورتا، برشلونة - 2,414 نسمة.
- سان مارتن ديل باس - 134 نسمة.
- سان مارتن دي سينتيلاس - 772 نسمة.
- سان بيدور دي توريلو - 2,188 نسمة.
- سان كويريكو دي بيسورا - 1,970 نسمة.
- سان ساتورنينو دي أوسورمورت - 81 نسمة.
- سان فايسينت دي توريلو - 1,806 نسمة.
- سانتا سيسيليا دي فولتريجا - 206 نسمة.
- سانتا يوغينيا دي بيرغا - 1,973 نسمة.
- سانتا يولاليا دي رايوبرايمير - 863 نسمة.
- سانتا ماريا دي بيزورا - 178 نسمة.
- سانتا ماريا دي كورسو - 2,165 نسمة.
- سيفا - 2,578 نسمة.
- سوبريمونت - 87 نسمة.
- سورا - 182 نسمة.
- تاراديل - 5,270 نسمة.
- تافيرتيت - 146 نسمة.
- تابيرنولاس - 273 نسمة.
- تونا - 6,072 نسمة.
- توريلو - 12,286 نسمة.
- فيتش - 32,703 نسمة.
- فيدرا، جرندة - 163 نسمة.
- فيلادراو - 863 نسمة.
- فيلانوفا دي سو - 332 نسمة.